# Юзефкув (гміна Щавін-Косьцельни)
Юзефкув (пол. Józefków) — село в Польщі, у гміні Щавін-Косьцельни Ґостинінського повіту Мазовецького воєводства.
Населення — 49 осіб (2011).
У 1975-1998 роках село належало до Плоцького воєводства.

## Демографія
Демографічна структура станом на 31 березня 2011 року:
|          | Загалом | Допрацездатний вік | Працездатний вік | Постпрацездатний вік |
| -------- | ------- | ------------------ | ---------------- | -------------------- |
| Чоловіки | 24      | 10                 | 11               | 3                    |
| Жінки    | 25      | 5                  | 11               | 9                    |
| Разом    | 49      | 15                 | 22               | 12                   |